# ديريك كامبوس
ديريك كامبوس (بالإنجليزية: Derek Campos) هو فنان قتال مختلط أمريكي، ولد في 1 أبريل 1988 في لوبوك في الولايات المتحدة.

## وصلات خارجية
- ديريك كامبوس على موقع بيلاتور (الإنجليزية)
- ديريك كامبوس على موقع شيردوغ (الإنجليزية)
- ديريك كامبوس على موقع Tapology.com (الإنجليزية)
- ديريك كامبوس على موقع IMDb (الإنجليزية)